# Громославский, Пётр Яковлевич
Пётр Яковлевич Громославский (1870—1939) — церковнослужитель и военный, донской атаман станицы Букановской Хопёрского округа.

## Биография
Родился 12 июня 1870 года в семье дьячка станицы Букановской — Якова Васильевича, где было шестеро детей: пять дочерей и один сын — сам Пётр.
Учился в Усть-Медведицком епархиальном училище, по окончании которого тоже работал дьячком за пределами станицы Букановской. Однако вскоре вернулся в родную станицу.
Рано женившись, купил в станице дом. Но первый брак оказался недолгим — его жена умерла от туберкулёза, оставив ему двух сыновей — Виктора и Василия. Затем Пётр Громославский женился во второй раз на дочери богатого купца Фёдора Шорникова — казачке Марии.
До 1915 года Петр Яковлевич значился в списках Области Войска Донского как атаман станицы Букановской, избираясь на эту должность три раза подряд. За годы атаманства Петр Яковлевич разбогател, в его хозяйстве работали наёмные работники. После отставки с атаманской должности он вновь стал работать в местном храме дьячком. 30 января 1900 года в семье Громославских родился третий сын — Иван. Затем появились дочери — Мария, Лидия и сёстры-близнецы Анна и Полина.
П. Я. Громославский был одногодком, близким другом детства и одноклассником по Усть-Медведицкой гимназии Ф. Д. Крюкова — известнейшего донского писателя начала XX века, надворного советника, депутата первой Госдумы, попавшего в немилость к царю и в Кресты за Выборгское воззвание. В 1913 году начал писать большой труд о казачестве, затем ушёл добровольцем на фронт в санитарную часть, приветствовал и положительно воспринял Февральскую революцию. А потом уехал в свою станицу Глазуновскую, и все время писал роман. Писал он его до своей смерти на Кубани в 1920 г. от возвратного тифа. Архив писательский хранил в полевой сумке, с которой не расставался. Попала ли сумка к его другу Громославскому — остаётся загадкой по сей день. Совместная их фотография из британского архива донских событий, на которой запечатлены атаманы донских станиц, Крюков с полевой сумкой, рядом с Громославским, а также героями романа «Тихий Дон».
```

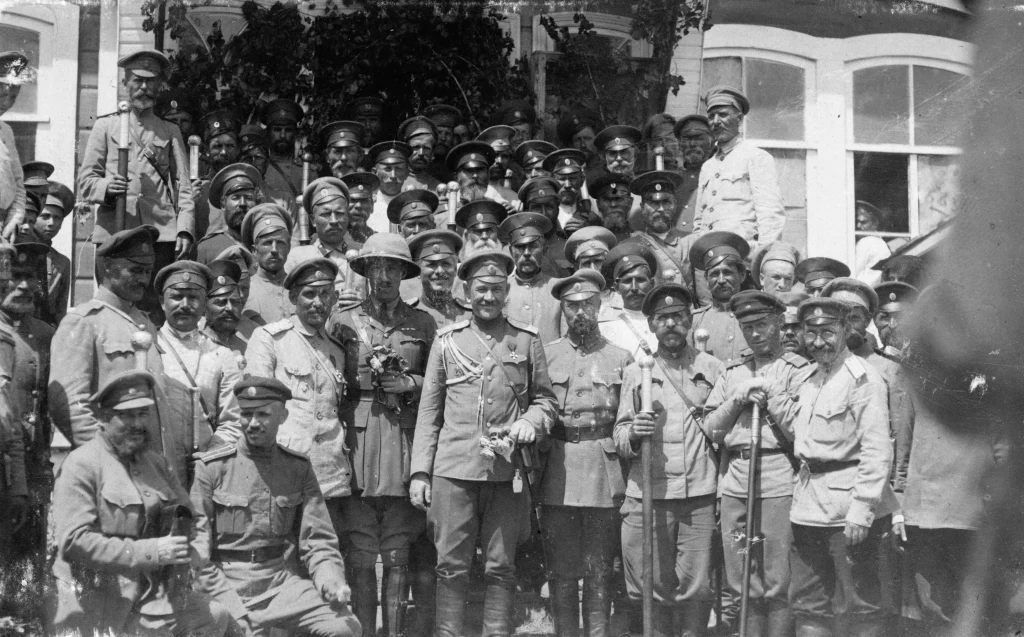

1918-1920 года был активнейшим участником борьбы с большевизмом на Дону. На фото он второй, стоящий слева с атаманской насекой станицы Букановской ,которая отличается формой от насек остальных насек-посохов Усь-Медведицкого округа, так как относилась к Хоперскому округу. Рядом с ним первым слева стоит атаман Голубинцев -автор Русской Вандеи. Внизу первым сидит близкий друг и соратник Петра Яковлевича писатель Фёдор Дмитриевич Крюков в английской фуражке а в его руках знаменитая полевая сумка с протографом Тихого Дона а само фото является живой иллюстрацией к роману. Рядом сидит Павел Агеев , стоит в центре генерал Сидорин с членами английской миссии и другими героями романа. После поражения восстания и уничтожения республики Всевеликого Войска Донского ,атаман Громославский  унаследовал сумку с рукописями своего друга Крюкова и вернулся в Букановскую, где всем говорил, что якобы захвачен в плен белыми, судим ими и приговорен к восьми годам каторги. Отбывал наказание в 
Новочеркасской тюрьме
 и был освобождён Красной армией в 1920 году.
[
2
]
 Как «пострадавший» от белых, был принят на советскую службу и по 1924 был заведующим станичным земотделом, а затем снова служил в церкви псаломщиком.
```

Дочь Петра Громославского — Мария, вышла по настоянию отца, замуж за Михаила Александровича Шолохова. Переписывала труды своего учителя Крюкова и помогала мужу сверстать и издать роман. В протекции участвовал другой знакомый отца Серафимович — тоже выпускник Усть-Медведицкой гимназии. Громославские жили в станице Букановской и часто бывали в гостях у дочери в станице Вёшенской, где Пётр Яковлевич внезапно умер 15 марта 1939. Был похоронен на вёшенском кладбище, которое в настоящее время не существует.
Пётр Яковлевич Громославский был награждён орденом Святого Станислава и медалями Российской империи.